# El Molinillo (Canena)
El Molinillo situado en el municipio de Canena (Provincia de Jaén, España) es una construcción hidráulica destinada a la molturación de cereal, situada a unos 700 m al oeste del casco urbano de Canena en el margen izquierdo del arroyo de la Yedra. 
Los restos iniciales podrían datarse en época romana siendo muy mejorada en la época de Carlos V cuando la villa fue comprada por D. Francisco de los Cobos. 
Sus referencias históricas pueden verse en la Historia de Baeza editada por el Excmo. Ayuntamiento en 1985 y en el coleccionable “Jaén, Pueblos y Ciudades”. 
Los restos existentes permiten contemplar varias arcadas del acueducto, el depósito de acumulación de agua y la sala de accionamiento hidráulico y de piedras, si bies esta última, posiblemente de madera, ha desaparecido. 
Es una instalación hidráulica singular por su ubicación al lado de un arroyo cuando lo común era utilizar la fuerza motriz del agua de los ríos.